# غرانت إليوت
غرانت إليوت (21 مارس 1979 في جنوب أفريقيا - ) (بالإنجليزية: Grant Elliott)‏ هو لاعب كريكت جنوب أفريقي ونيوزلندي. شارك مع منتخب نيوزيلندا الوطني للكريكت. أما مع النوادي، فقد لعب مع Quetta Gladiators ‏ ونادي مقاطعة سري للكريكت ‏ ونادي مقاطعة ليسترشاير للكريكت ‏ وGauteng (cricket team) ‏ وNorthern Cape (cricket team) ‏ وWellington cricket team ‏.

## وصلات خارجية
- غرانت إليوت على موقع إي آس بي آن كريك إنفو (الإنجليزية)